# Gökhan Gönül
Gökhan Gönül (* 4. ledna 1985, Samsun, Turecko) je bývalý turecký fotbalový obránce.

## Klubová kariéra
V obraně Fenerbahçe hrál s českým bekem Michalem Kadlecem.

## Reprezentační kariéra
V A-týmu Turecka debutoval 17. 11. 2007 v kvalifikačním utkání v Oslu proti domácímu Norsku (výhra 2:1). První gól v národním týmu vstřelil 29. března 2011 v kvalifikaci na EURO 2012 proti Rakousku (výhra 2:0).